# 새미 헨슨
새뮤얼 "새미" 헨슨(영어: Samuel "Sammie" Henson, 1971년 1월 1일~)은 미국의 레슬링 선수이다. 2000년 하계 올림픽 자유형 플라이급 은메달을 획득했고 1998년 세계 선수권 대회에서 우승을 차지했다.